# 4971 Хосінохіроба
4971 Хосінохіроба (4971 Hoshinohiroba) — астероїд головного поясу, відкритий 30 січня 1989 року.
Тіссеранів параметр щодо Юпітера — 3,512.